# Фагарашу Ноу (Тулћа)
Фагарашу Ноу (рум. Făgărașu Nou) насеље је у Румунији у округу Тулћа у општини Тополог. Oпштина се налази на надморској висини од 118 m.

## Становништво
Према подацима из 2002. године у насељу је живело 742 становника, од којих су сви румунске националности.